# ماساشی کیشیموتو
ماساشی کیشیموتو (به ژاپنی: 岸本 斉史, Kishimoto Masashi) یک مانگاکا ژاپنی که برای  ساخت مجموعه مانگای معروف ناروتو شهرت دارد که از سال ۱۹۹۹ تا ۲۰۱۴ به چاپ می‌رسید. تا اکتبر ۲۰۱۵، مجموعه مانگا ناروتو بیش از ۲۲۰ میلیون نسخه در سراسر جهان به فروش رسانده است که بدین سبب به عنوان سومین مانگای پرفروش تمام زمان به‌شمار می‌رود. برادر دوقلوی کوچک او سیشی کیشیموتو، نیز یک مانگاکا است و سازنده سری مانگاهای شیطان ۶۶۶ و راندن بلیزر است.
ماساشی در اوکایامای ژاپن متولد شد، او که برادر دوقلوی بزرگتر بود در همان ابتدای کودکی، در مدرسه ابتدایی شروع به کشیدن نمود. او اغلب انیمه مورد علاقه خود به نام دورامون "Doraemon" را می‌کشید اما این قضیه بعد از معرفی شدن او به «موبایل سوت گاندام» تغییر کرد. بعد از دیدن مانگای دکتر اسلامپ که توسط آکیرا توریاما (سازنده سری دراگون بال) ساخته شده بود، شروع کرد به علاقه‌مند شدن به کشیدن مانگا. در نهایت او یکی از طرفداران سری دراگون بال شد، بعد از دیدن کارهای توریامای بااستعداد، کیشیموتو امیدوار بود تا روزی بتواند همانند او یک مانگاکای بزرگ شود.
او هنگامی که در دانشکده هنر بود مانگایی به نام کاراکوری را ساخت ، که به هاپ‌استپ (یک جایزه ماهانه که توسط شونن جامپ به مانگاکاهای غیر حرفه‌ای داده می‌شد) ارائه داد. کاراکوری جایزه را برنده شد و کیشیموتو را در مسیر رسیدن به آرزوی خود یعنی یک مانگاکا شدن قرارداد.

## آثار
مانگا
- کاراکوری وان‌شات (برنده جایزه هاپ‌استپ ۱۹۹۶)
- ناروتو پایلت (در سال ۱۹۹۷ در آکامارو جامپ منتشر شد)
- کاراکوری (از آوریل ۱۹۹۸ - مه ۱۹۹۸ به صورت سریالی در هفته‌نامه شونن جامپ منتشر می‌شد)
- ناروتو ( نوامبر ۱۹۹۹-ادامه دارد)
- بنچ وان‌شات (از اکتبر ۲۰۱۰ در هفته‌نامه شونن جامپ منتشر می‌شد)

کتاب‌ها
- ناروتو: اولین کتاب اطلاعات رسمی
- ناروتو: فن‌بوک رسمی
- هنر ناروتو: اوزوماکی
- ناروتو: دومین کتاب اطلاعات رسمی
- پینت جامپ: فنون ناروتو
- ناروتو: سومین کتاب اطلاعات رسمی
- هنر ناروتو: ناروتو
- ناروتو: فن‌بوک پریمیوم رسمی[۴]